# Jan Filip

Jan Filip (Praga, 14 de junio de 1973) fue un jugador de balonmano checo que jugaba de extremo derecho. Fue uno de los componentes de la Selección de balonmano de la República Checa con la que ha disputado 220 partidos internacionales en los que ha anotó un total de 960 goles.
Formado en las categorías inferiores del Dukla Praga en las que ingresó con 12 años, época en la que el equipo checoslovaco era uno de los más fuertes de Europa. En 1997 fichó por el HSG Düsseldorf, lo que suponía su primera experiencia en el extranjero. Al finalizar esa temporada se erigió como máximo goleador del Campeonato Europeo disputado en Italia. 
En 2000 llegó al HSG Nordhorn, club que le ofrecería estabilidad y donde permaneció durante ocho temporadas, logrando con ellos un subcampeonato de Bundesliga en 2002 y la Copa EHF en 2008, competición en la que marcó 48 goles en aquella temporada. Durante este periodo fue segundo máximo goleador de la Bundesliga en 2004 y tercero máximo goleador en 2005. 
En 2008 fichó por el Rhein-Neckar Löwen, donde permanecería solamente una temporada, destacando principalmente su prestación en la Liga de Campeones en la que anotó 75 goles, siendo fundamental para que el equipo de Mannheim alcanzara las semifinales donde caería claramente con el THW Kiel. Al finalizar esta temporada dejaría Alemania con rumbo al balonmano suizo. En sus 10 años de carrera en la Bundesliga jugó un total de 296 partidos en los que marcó un total de 1.792 goles.
Con 36 años fichó por el entonces subcampeón suizo,el Kadetten Schaffhausen. En las dos temporadas que jugó allí ganó en ambas la liga suiza, siendo la 2010/11 su última participación en la Liga de Campeones en la que marcó 51 goles, 11 de los cuales en el decisivo partido en Minsk ante el Dinamo Minsk, que clasificaría al Kadetten Schaffhausen para los octavos de final, ronda en la que cayeron ante el Montpellier.
En 2011 fichó por el TSV St. Otmar St. Gallen como entrenador-jugador, logrando la clasificación para la Copa EHF en 2013 como logro más destacado.

## Equipos

### Jugador
- HC Dukla Praga (-1997)
- HSG Düsseldorf (1997-1998)
- HC Dukla Praga (1998-1999)
- Pallamano Conversano (1999-2000)
- HSG Nordhorn (2000-2008)
- Rhein-Neckar Löwen (2008-2009)
- Kadetten Schaffhausen (2009-2011)
- TSV St. Otmar St. Gallen (2011-2015)

### Entrenador
- TSV St. Otmar St. Gallen (2011-2015)
- Selección de la República Checa  (2014-)

## Palmarés
- Copa EHF 2008
- Liga suiza 2010, 2011

## Méritos y distinciones
- Máximo goleador del Campeonato Europeo de Balonmano 1998